# Jaroslava Sedláčková
Jaroslava Sedláčková (Lenešice, 21 giugno 1946) è un'ex ginnasta ceca, fino al 1992 cecoslovacca.

## Palmarès

### Olimpiadi
- 1 medaglia:
  - 1 argento (Tokyo 1964 a squadre)

### Mondiali
- 1 medaglia:
  - 1 oro (Dortmund 1966 a squadre)